# Colégio Valsassina
O Colégio Valsassina MHIP (CV) é uma instituição privada de ensino localizada na cidade e concelho de Lisboa, distrito do mesmo nome, em Portugal. Abrange o ensino infantil, o ensino básico e o ensino secundário.

## História[1]

### Da Monarquia à Primeira República: a Escola Moderna
A instituição remonta a 1898, quando a professora Susana Augusta Duarte (Lisboa, Santo André, 1876 - 1955, filha de Filipe Francisco e de sua mulher Joaquina Nunes) fundou uma pequena escola primária na Rua de Santa Marinha, em São Vicente de Fora. Após ter casado a 12 de Dezembro de 1907 com o também professor pedagogo Frederico César Ramos Monte Cembra de Valsassina (Lisboa, São Vicente de Fora, 1884 - 26 de Fevereiro de 1951, filho de César Alexandre Monte Cembra de Valsassina (Lisboa, São Paulo, 1847 - ?) e de sua mulher Elisiária Augusta Ramos (Lisboa, Socorro, 1854 - ?), e neto paterno de Carlos Monte Cembra, Barão de Valsassina, de Viena, São João Nepomuceno, que se havia instalado em Portugal (filho de Andreas Monte Cembra, Freiherr von Valsassina, e de sua mulher Josephina, Freiin Schaffer von Maquentral), e de sua mulher Maria da Assunção e Silva), o ensino da escola foi estendido ao Liceal visando a preparação individual de alguns alunos.
Diante do crescente número de alunos a instituição, já com cursos regulares - Primário e Secundário -, a então denominada Escola Moderna, transferiu-se para um imóvel no bairro de Benfica.
Em 1918, no contexto da Primeira Guerra Mundial, da Gripe Pneumónica e da profunda crise económica no país, a instituição foi forçada a encerrar as suas portas. No ano seguinte (1919), ainda no bairro de Benfica, o professor Valsassina reabriu novas salas de estudo para a preparação individual de alunos, vindo a instalar-se posteriormente na Praça Luís de Camões, no Bairro Alto, onde se conservou até 1931.

### O Estado Novo: o Colégio Valsassina
Em Setembro de 1932, autorizada a funcionar como Escola Primária e Salas de Estudo, com a razão social de Escola Valsassina, instalou-se na Avenida António Augusto de Aguiar, em Sete Rios.
O atual colégio remonta à transferência, em Outubro de 1934, para o Palácio Lousã, arrendado na mesma Avenida. Essas instalações, pelas suas dimensões, permitiram o lançamento de um ambicioso projeto educativo à época, abrangendo os ensino infantil, primário e liceal, com capacidade para cerca de 300 alunos. A partir de fins da década de 1940, até Setembro de 1959, atendeu a cerca de 80 alunos em regime de internato.
Em 1948 foi adquirida a Quinta das Teresinhas, imóvel histórico com 4 hectares de área, atual sede da instituição. Nesse mesmo ano iniciaram-se as atividades de Colónia de Férias nas Azenhas do Mar, no concelho de Sintra, que chegou a atender mais de 60 alunos.
No período de 1948 a 1959 as atividades desenvolveram-se em duas seções: o Colégio Valsassina nas antigas dependências da Avenida António Augusto de Aguiar, e o Colégio Suzana de Valsassina, na Quinta das Teresinhas. A partir de 1 de Outubro de 1959 as duas secções fundiram-se, passando o Colégio a funcionar apenas na Quinta das Teresinhas, período em que contava com cerca de 500 alunos, incluindo o internato. Como reconhecimento pelos serviços prestados à educação, em 1958, o seu então co-diretor, Mário Lúcio da Silva Heitor, falecido em 1977, genro da fundadora e marido da co-diretora Maria Frederica Duarte de Valsassina (Lisboa, Pena, 14 de Novembro de 1908 - Lisboa, Santa Maria dos Olivais, Quinta das Terezinhas, 23 de Fevereiro de 1994), o qual tem um pequeno monumento, e ambos têm as suas efígies em bronze,  no Pavilhão do Ensino Secundário do actual Colégio, foi agraciado com o grau de Oficial da Ordem da Instrução Pública a 11 de Julho de 1958.
Ao final da década de 1960, a instituição contava com cerca de 1000 alunos. Nesse ínterim foram construídos quatro novos pavilhões – liceal, infantil, internato e ginásio – com projetos dos arquitetos Raul Francisco Tojal, sogro e avô materno dos futuros diretores, e Manuel Carvalho.

### Da Revolução dos Cravos aos nossos dias
Ao final da década de 1970, no novo contexto político e socioeconómico do país após a Revolução dos Cravos, o internato e a Colónia de Férias foram extintos. O Colégio voltou a expandir-se alcançando a sua capacidade e configuração atuais.
Em 1976 o Colégio obteve o chamado "paralelismo pedagógico" por tempo indeterminado, e, em 1984 a "autonomia pedagógica" para o ensino primário, alargada em 1986 para todo o ensino da instituição. O reconhecimento público ao trabalho da instituição foi uma vez manifestado, a 9 de Novembro de 1985, pela atribuição do grau de Membro-Honorário da Ordem da Instrução Pública. Uma década mais tarde, a 9 de Junho de 1995, o Presidente do Conselho de Administração do Colégio, Frederico Lúcio de Valsassina Heitor, nascido a 17 de Julho de 1930, foi agraciado com o grau de Comendador da Ordem da Instrução Pública pelo então Ministro da Educação, João de Deus Rogado Salvador Pinheiro.
No início do século XXI foi erguido um novo pavilhão para o 2.º e 3.º ciclos, com projeto do arquiteto Frederico Raul Tojal de Valsassina Heitor, antigo aluno, filho do antigo diretor e neto materno do anterior arquiteto Raul Francisco Tojal. Frederico Lúcio de Valsassina Heitor faleceu no início de 2010, tendo sido sucedido por seu filho João Frederico Tojal de Valsassina Heitor, o qual era já seu coordenador há vários anos, e que faleceu a 26 de Março de 2018.
Com o lema "Per ardva surgo" ("Pela dificuldade venço"), o qual figura no seu brasão segurado por uma Minerva, atualmente com cerca de 1300 alunos, ao longo de sua história a instituição conservou-se no topo das tabelas de excelência de ensino.

## Professores ilustres
- Avelino Henriques da Costa Cunhal, advogado, professor de História de Portugal;
- Tomaz Eduardo Carvalho Morais, antigo jogador e treinador de râguebi, Comendador da Ordem do Mérito, professor de Educação Física.

## Alumni ilustres
- Alexandre Manuel Vahia de Castro O'Neill de Bulhões, poeta;
- Bernardo da Mota Veiga de Carvalho e Silva, jogador de futebol;
- Bernardo Sousa, piloto automóvel;
- Francisco Henrique Moura George, diretor-geral de Saúde;
- Frederico Raul Tojal de Valsassina Heitor, arquiteto;
- João Apolinário Teixeira Pinto, poeta e jornalista;
- João Manuel Midosi Bahuto Pereira da Silva Martins Pereira, engenheiro industrial, economista, jornalista, ensaísta e político;
- João Pires Cutileiro, escultor;
- José Pires Cutileiro, diplomata e escritor;
- José Alberto Castelo Branco da Silva Vieira, entertainer;
- Mafalda Susana Rodiles Soares Correia Pinto, modelo e atriz;
- Manuel Frederico Tojal de Valsassina Heitor, Ministro da Ciência, Tecnologia e Ensino Superior;
- Maria Alzira da Costa de Castro, política;
- Mário Manuel Veloso de Araújo Cabral, piloto automóvel e atleta olímpico de ginástica;
- Stephan Godinho Lopes Morais, banqueiro e investidor;
- Tiago Frederico de Valsassina Teodósio Palma Felizardo, ator e modelo.